# 董继华
董继华，中国共产党党员，中华人民共和国政治人物。

## 生平
2020年2月，董继华出任沧州市发展和改革委员会主任，2021年7月卸任。2021年5月，董继华调任中共南皮县委书记。
2024年7月，董继华调任中共唐山市委常委兼曹妃甸区委书记。